# Rudolf Löwstädt
Carl Rudolf Löwstädt, född 20 januari 1820, död 25 maj 1905, var en svensk skräddare och förläggare. Han var far till Eva Löwstädt-Åström och Emma Löwstädt-Chadwick.
Rudolf Löwstädt var son till litografen Carl Theodor Löwstädt. Fadern dog när Rudolf var nio år gammal och han sattes i skräddarlära efter en tids skolgång vid tyska skolan i Stockholm. Han blev skräddargesäll 1837 och företog från 1839 en längre gesällvandring genom Danmark till Tyskland och Schweiz och vidare till Paris, där han stannade i tre år. Under sin tid här lärde han känna Étienne Cabet och påverkades läror. Efter sin återkomst till Sverige 1846 tog han kontakt med sin fars gamle bekant Per Götrek och började arbeta för kommunismens spridande och var 1846-1847 medlem i Bildningscirkeln i Stockholm. Löwstädt flyttade 1847 till Göteborg men återkom redan samma år till Stockholm. 1847-1849 var han medlem i Skandinaviska sällskapet, 1850-1866 i Stockholms arbetareförening, och från 1866 i Nya arbetareföreningen. 1947 var han förläggare av skriften Om proletariatet och dess befrielse genom den sanna kommunismen som utarbetats av medlemmar i gruppen kring Götrek som en programförklaring för den svenska kommunismen. Skriften var tydligt influerad av Étienne Cabets läror och Löwstädt fortsatte att brevväxla med honom under sin tid i Sverige. Löwstädt höll precis som sin lärofader på ickevåldsprincipen och motsatte sig våldsaktioner för att nå kommunismens mål.
Samtidigt fortsatte han med sin verksamhet som skräddare och blev 1857 skräddarmästare och med tiden framgångsrik inom yrket, 1867 hade han en bokhållare och 17 gesäller anställda i sitt skrädderi. Han förmögenhet gav honom möjlighet att bli invald i Stockholms stadsfullmäktige där han satt 1867-1868. Löwstädt var från 1867 ledamot av Nyliberala sällskapet och ledamot av styrelsen för Stockholms Hantverksförening. Sista gången han var politiskt aktiv var i samband med andrakammarvalet 1881.